# Tatjana Genrich
Tatjana Genrich (* 9. Mai 1993 in Belgorod, Russland) ist ein deutsches Model und Schönheitskönigin.

## Leben und Karriere
Genrich ist russlanddeutscher Herkunft. Sie wanderte 2002 nach Deutschland aus, wo sie seitdem in Magdeburg lebt.
In den Jahren 2007, 2008 und 2009 wurde sie Landesmeisterin im Boxen (Fliegengewicht). Außerdem begann sie 2007 mit ihrer Model-Karriere. 2010 wurde sie zur Miss Sachsen-Anhalt (MGC) gekürt und qualifizierte sich für die Wahl zur Miss Germany.
Im Mai 2015 wurde Genrich zur Miss Ostdeutschland (MGO) gekürt, womit sie sich für die Teilnahme an der Wahl zur Miss Deutschland qualifizierte. Hier gewann sie den Titel Miss Deutschland Europe und qualifizierte sich damit für die Wahl zur Queen of Europe (WBO), die sie ebenfalls gewann. Seitdem war sie bei weiteren Schönheitswettbewerben erfolgreich. Seit Januar 2019 gibt sie in einem Fitnessstudio in Magdeburg Modelkurse für Anfänger.
2021 nahm sie erneut an der Wahl zur Miss Deutschland MGO teil, die auf Grund der geltenden Corona-Maßnahmen diesmal als reines Online-Voting ohne Jury stattfand. Bei diesem Voting konnte sie mit knappem Vorsprung gewinnen und sicherte sich somit den Titel Miss Deutschland 2022 MGO. Damit qualifizierte sie sich für die Wahl zum Topmodel of the World der WBO, bei der sie den Titel Miss Popularity erhielt.

## Auszeichnungen
- 2009: First Model Magdeburg 2009 MGC
- 2010: Miss Sachsen-Anhalt MGC
- 2015: Miss Ostdeutschland MGO
- 2015: Miss Deutschland Europe MGO
- 2015: Miss Baltic Sea WBO
- 2016: Queen of Europe WBO
- 2017: Miss Glamourfaces Russia
- 2018: Miss Glamourfaces World
- 2018: Miss Alpe-Adria International
- 2021: Miss Deutschland MGO
- 2022: Miss Popularity WBO